# Mesosa yunnana
Mesosa yunnana es una especie de escarabajo longicornio del género Mesosa, categorizada en la tribu Mesosini, de la subfamilia Lamiinae. Fue descrita por Breuning en 1938.

## Descripción
Mide 17 mm de longitud.

## Distribución
Se distribuye por China.